# Mathiász János
Mathiász János (Ádámfölde, 1838. február 22. – Kecskemét, 1921. december 3.) magyar szőlész-borász. A magyar és a világ szőlészetének és borászatának megmentőjeként végezte munkáját, amikor a filoxéra vész pusztította a szőlőtőkéket. Ez időben grandiózus nemesítő munkába kezdett és 3700 fajtát nemesített. Ez a világon egyedülálló, ezért munkássága a „világörökség” szerves részévé vált és a Magyar Nemzeti Értéktárba került.

## Élete
Tanulmányai befejeztével Abaúj vármegyénél írnok, majd röviddel ezután főispáni titkár lett. Ám a hivatali munka nem nagyon érdekelte, mellette kétholdas szőlőt vásárolt a kassai Rozália-hegyen és az újratelepített szőlőben néhány év leforgása alatt mintegy 1600 szőlőfajtát, köztük számos francia és olasz eredetűt gyűjtött össze. Fajtagyűjteménye cserepes példányaival először az 1873. évi bécsi világkiállításon vett részt, és velük mindjárt első díjat nyert. A váratlan siker Mathiászt a szőlészeti szakterület élvonalába emelte és több felől is igen rangos meghívást kapott (az orosz cár például felkínálta neki krími szőlőbirtokának vezetői állását).
42 éves koráig hivatalnok volt Kassán, majd felhagyott az állami szolgálattal és az addigi hobbijának, a borászatnak – szőlészetnek szentelte életét. Munkásságának földrajzilag fontos területe Kecskemét környéke, valamint a Tokaj-hegyaljai történelmi borvidék volt.
1880–99 között Mádon és Szőlőskén tevékenykedett, mint id. gróf Andrássy Gyula borászati főigazgatója. Mádon saját borászattal és szőlészettel rendelkezett. Tokaj-Hegyalján meghonosította a csemegeszőlő termesztést, ami ott azelőtt nem létezett.
1890-től Kecskeméten jelentős nagybirtokot vásárolt, és a két működési területe között ingázott. Elévülhetetlen érdemeket szerzett a Tokaj-Hegyalját 1885-90 között kétszer is szinte teljesen elpusztító filoxéra-járvány után a borászat megmentésében, (csak a szőlőskei ültetvény maradt meg). Kecskeméti birtokáról vagonszám szállította Tokajra az egészséges szőlővesszőket. Ez tette lehetővé, hogy Tokaj-Hegyalja borászata ismét feléledjen.

## Munkássága
1873-ban a Kassai főjogász Mathiász János, Bécsben a Világkiállításon első díjat nyert. Ezzel hirtelen a szőlészeti, borászati szakterület világ élvonalába került.  Elévülhetetlen érdeme, többek között az is, hogy amikor 1885-90 között Tokaj Hegyalján is elpusztította a szőlőt a filoxérajárvány, akkor Mathiász János a Szőllőskei /Tokaj Hegyalja, ma Szlovákia területe/ és Kecskeméti birtokairól szállította Tokajra az általa nemesített, megmentett, egészséges szőlővesszőket. Ez tette lehetővé, hogy Tokaj Hegyalján ismét lett szőlőtermesztés. Ezek után Magyarországon majd szinte az egész világon újratelepítette az elpusztított szőlőterületeket az általa nemesített egészséges szőlővesszőkkel (USA, Izrael, Krím félsziget, Korea, Japán, Kína, Új-Zéland, Olaszország, Franciaország, Argentína, Dél-Afrika, … stb).
Mathiász János legendája egyedülálló világviszonylatban is. Boraival, csemegeszőlőivel több, mint kétszáz világversenyt nyert meg, olyanokat ahol a jelenlegi gyakorlattól eltérően, csak egy aranyérmet osztottak ki.
Arany János így írt róla „Mathiász János olyan a szőlészetben, borászatban, mint Petőfi a költészetben.”
Gróf Andrássy Gyula kiegyezéskori Miniszterelnök (legjobb barátja) : „Mathiász a borok királya a szőlők fejedelme”. „világverő tokaji borait 1848-as honfivérnek nevezte”.
Darányi Ignác miniszter a Mathiász baráti körhöz tartozott, sőt még szőlőfajtát is elnevezett Róla. Évtizedeken át eredményesen dolgoztak együtt, I. Ferenc József császár és király, Erzsébet királynő /Sissi/, valamint gróf Andrássy Gyula miniszterelnök személyes, meghatározó támogatásával. A Földművelésügyi miniszterek, államtitkárok egész sora támogatta munkáját, közös munkájukat.

## Nemesítései

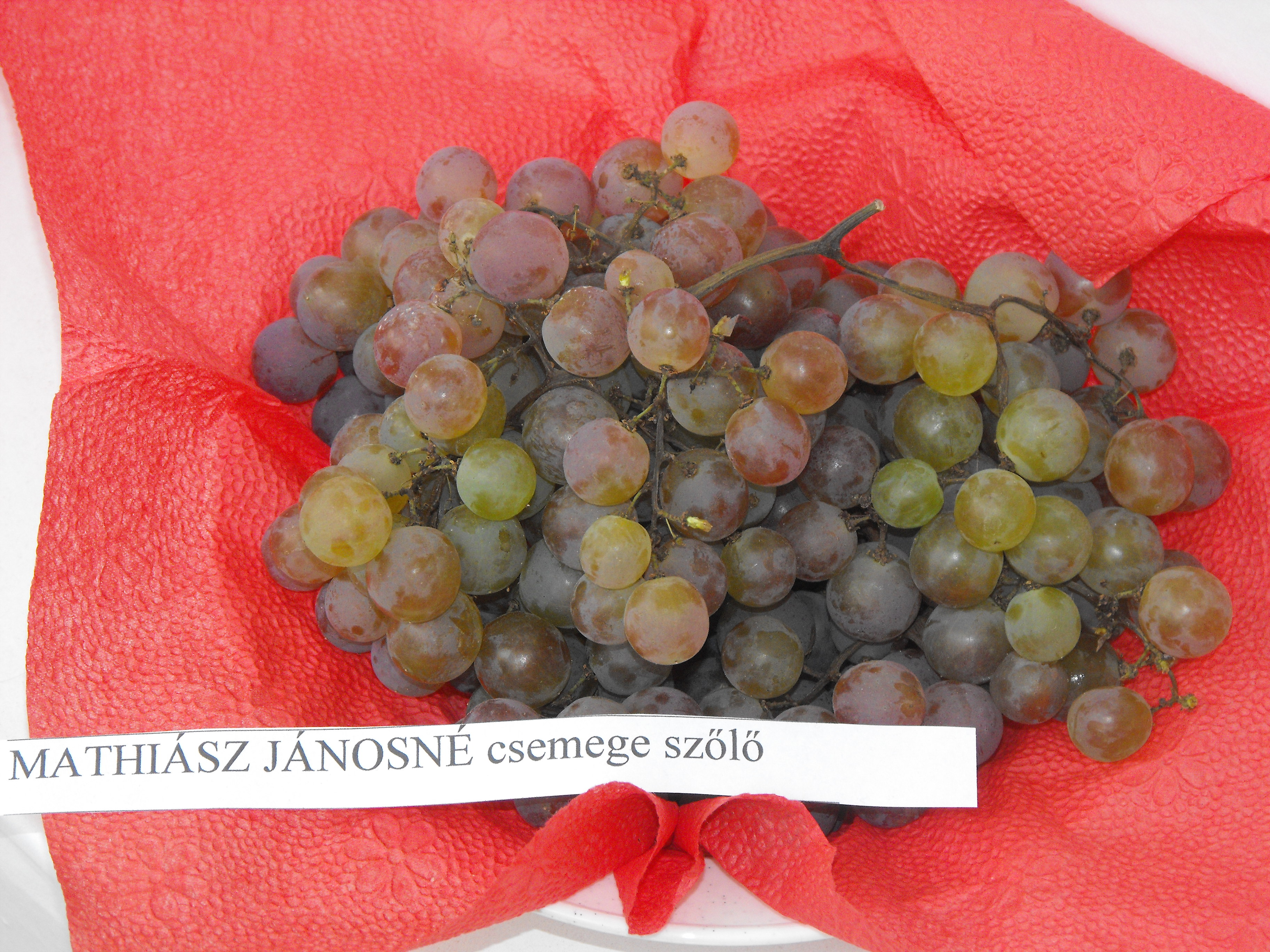
A Mathiász Jánosné muskotály

Mintegy 3700 szőlőfajtát nemesített, amelyből 50-60-at ma is termesztenek. Mathiász-féle szőlőültetvény ma is van számos európai országon kívül Kaliforniában, a Krímben, Izraelben, Dél-Koreában és Dél-Afrikában is. A fajták további világszerte elterjedt fajták szülői lettek.
Saját fajtái közül 12 terjedt el jelentősen:
- Cegléd szépe
- Bem tábornok (szőlőfajta)
- Erzsébet királyné emléke
- Ezeréves Magyarország emléke
- Kecskemét virága
- Mathiász Jánosné muskotály
- Szőlőskertek királynője
- Szauter Gusztávné muskotály.

További szőlőfajták, melyeket Mathiász János nemesített: Darányi Ignác, gróf Tallián Béla, Serényi Béla, Ghilliány Imre, Mezőssy Béla (2 fajta), Wekerle Sándor, Rubinek Gyula, Mayer János, Schandl Károly….
A világban legismertebb a szőlőskertek királynője és a csabagyöngye ez utóbbit ő nemesítette, de Stark Adolf nevelte fel.

## Emlékezete

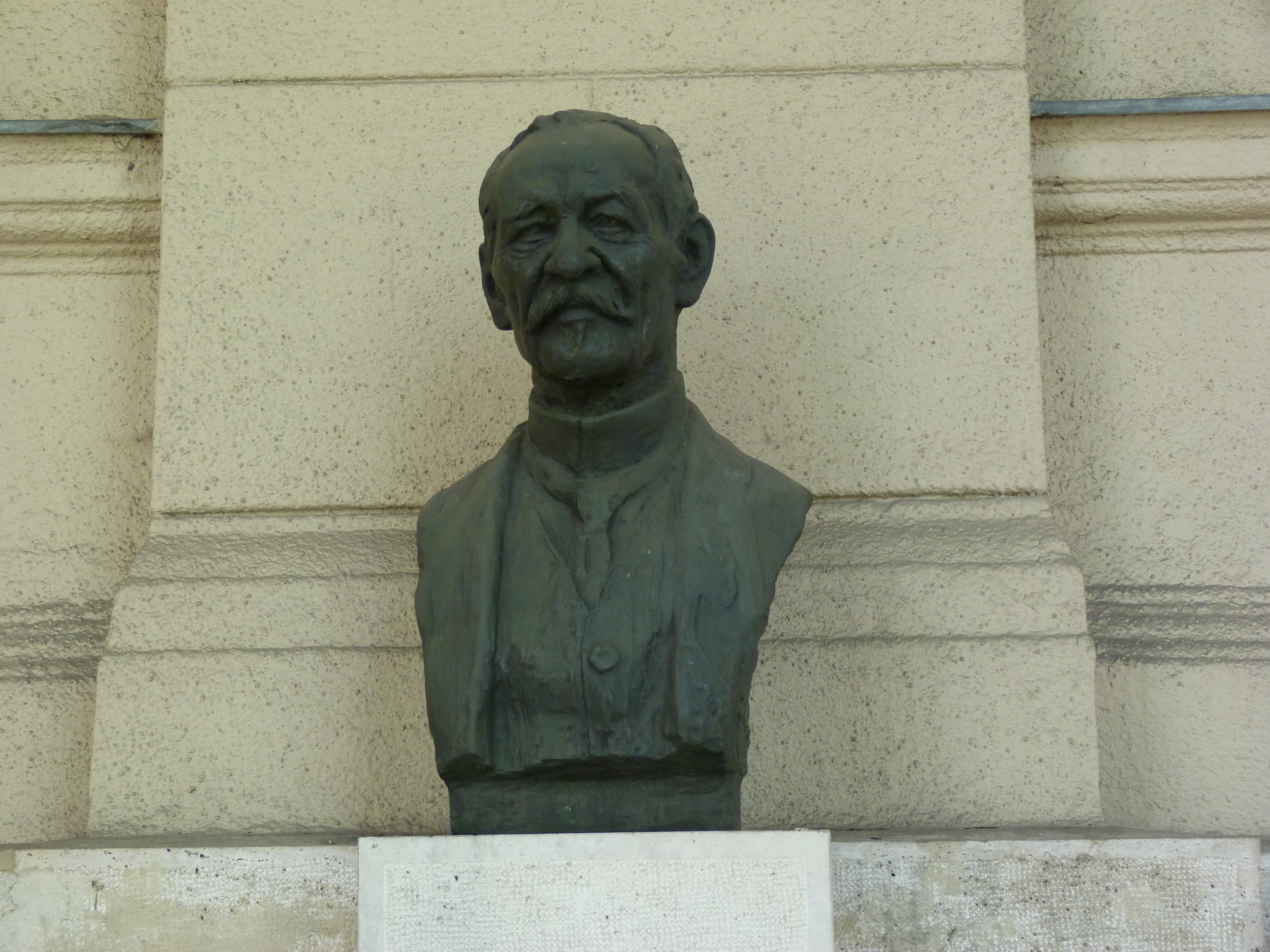
Mathiasz János mellszobra a Kossuth téren

Emlékét Kecskeméten múzeum, Kecskemét-Katonatelepen általános iskola, a róla elnevezett borrend és a szintén róla elnevezett díj őrzik. Kecskeméten a hegyközséget is róla nevezték el. Debrecen-Pallagon, Esztergomban, Szentendrén és Baján utca viseli a nevét. Balatonbogláron középiskola viseli a nevét. Mathiász János születésének 180. évfordulója volt 2018. február 22.-én.